# Elezioni parlamentari in Bulgaria del 1994
Le elezioni parlamentari in Bulgaria del 1994 si tennero il 17 dicembre per il rinnovo dell'Assemblea nazionale. In seguito all'esito elettorale, Žan Videnov, espressione di Sinistra Democratica, divenne Primo ministro.

## Risultati
| Liste                                                              | Voti      | %     | Seggi |
| ------------------------------------------------------------------ | --------- | ----- | ----- |
| Sinistra Democratica (BSP - BZNS AS)                               | 2 262 943 | 43,50 | 125   |
| Unione delle Forze Democratiche                                    | 1 260 374 | 24,23 | 69    |
| Unione Popolare (BZNS - DP)                                        | 338 478   | 6,51  | 18    |
| Movimento per i Diritti e le Libertà                               | 283 094   | 5,44  | 15    |
| Blocco dell'Impresa Bulgara                                        | 245 849   | 4,73  | 13    |
| Alternativa Democratica per la Repubblica (GOR - BSDP - ZP - ASLP) | 197 057   | 3,79  | –     |
| Partito Comunista Bulgaro                                          | 78 606    | 1,51  | –     |
| Nuova Scelta                                                       | 77 641    | 1,49  | –     |
| Unione Patriottica                                                 | 74 350    | 1,43  | –     |
| Federazione Regno di Bulgaria                                      | 73 205    | 1,41  | –     |
| Altri <1,00%                                                       | 310 468   | 5,97  | –     |
| Totale                                                             | 5 202 065 | 100   | 240   |